# Villaggio degli Sposi
Il Villaggio degli Sposi [viˈlːaʤːo deʎːisˈpɔːzi] (Vilàs di Spus [vi,lazdisˈpus] in bergamasco), in origine Villaggio Promessi Sposi, è un quartiere del comune di Bergamo. Situato nella parte sud-ovest della città, fino al 2009 faceva parte della circoscrizione 7, poi accorpata nella circoscrizione 2.
Il quartiere nasce attorno al 1955 sull'area agricola della Grumellina dall'iniziativa di don Bepo Vavassori attorno alla chiesa parrocchiale di San Giuseppe, come quartiere per gli orfani e allievi del Patronato San Vincenzo di Bergamo, costruito attraverso mutui agevolati e il lavoro in prima persona dei suoi futuri abitanti. Le prime abitazioni riprendono lo schema di un villaggio operaio ottocentesco, con la differenza dell'auto-organizzazione e della mancanza di una fabbrica di riferimento.
A partire dagli anni '90 il quartiere ha visto una notevole crescita con l'edificazione di numerose palazzine e condomini; la crescita si è accentuata quando è partito il progetto per il nuovo ospedale dedicato a Papa Giovanni XXIII, il papa bergamasco, che è considerato una delle più avanzate strutture medico-sanitarie della Lombardia. L'abitato resta separato dal resto dell'area edificata di Bergamo da una serie di aree verdi in fase di progressiva protezione ambientale. 
All'interno del quartiere sono presenti numerosi parchi e aree verdi tra i quali il principale è il Parco della Trucca, che sorge in prossimità del nuovo ospedale.
Il quartiere possiede un asilo nido, due asili, una scuola elementare e una scuola media.
Dal 2025 il Centro Sportivo "Don Bepo Vavassori" ospita le gare casalinghe dei Lions Bergamo, squadra di football americano della città.

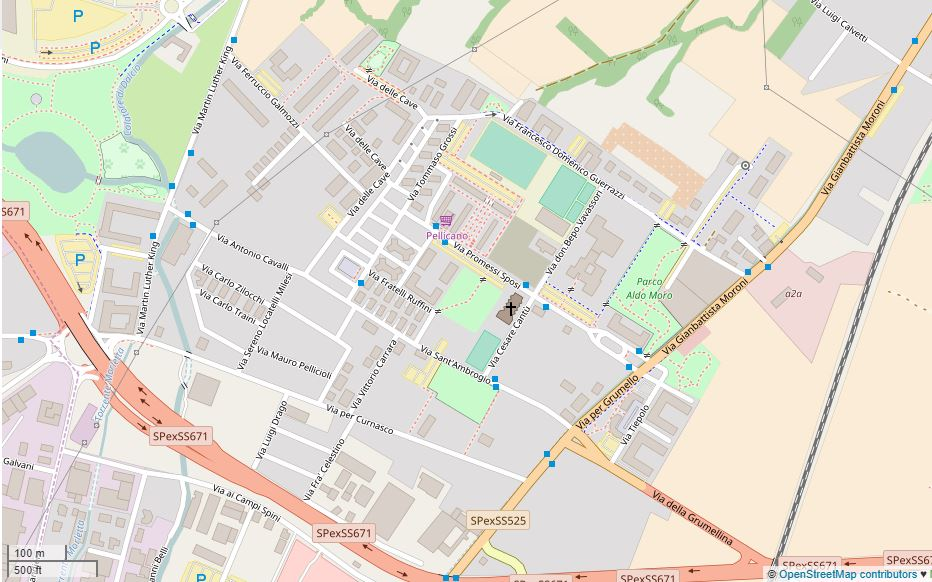
Bergamo, Villaggio degli Sposi